# Paulheim Ferenc (építész, 1898–1974)
Ifjabb Paulheim Ferenc, Paulheim Ferenc János (Budapest, Erzsébetváros, 1898. március 29. – Budapest, 1974. január 1.) építészmérnök, politikus (Magyar Élet Keresztény Községi Pártja/Magyar Élet Pártja), kormányfőtanácsos. Paulheim Ferenc, szintén neves építész fia.

## Élete
Paulheim Konrád Ferenc és Piringer Antónia Terézia fiaként született. A Szent István Gimnázium után az egyetemi tanulmányait a Magyar Királyi József Műegyetemen végezte. 1921-ben építészi oklevelet, 1923-ban pedig építőmesteri oklevelet is szerzett.
Külföldi tanulmányútjai során beutazta Európa, Afrika és Ázsia nagy részét. Visszatérve belépett édesapja építési irodájába. 1926-ban már mint önálló építész, elsősorban tervezőként volt tevékeny.
1923-ban tervezte és vezette a Községi Temetkezési Intézet budai telepének építkezését, 1925-ben a csepeli Kultúrház-pályázatra beadott terve elismerést, 1927-ben székesfővárosi bérháztervpályázaton díjat és dicsérő elismerést is nyert. 1925-ben az Ilka utcában épített családi villát, majd 1926-ban a Budapesti Korcsolyázó Egylet megbízásából elkészítette Budapest első műjégpályáját (Városligeti Műjégpálya), 1927-ben az Angol–Magyar Bank Bécsi úti bérházcsoportját (Hikisch Rezső műépítésszel együtt) és a Belvárosi Takarékpénztár Raktár utcai kislakásos bérházát, majd 1930-ig a Kartács utcában egy bérpalotát, a Szent Domonkos-rend Thököly úti kultúrház átépítését és a Glória filmszínházat, a Magyar Fémlemez Ipargyár építkezését, a Mester utcai hétemeletes bérpalotát (amelynél az akkori világnézetet képviselő, modern nyerstégla architektúrát alkalmazta) stb. 1933-ban a Kerepesi úti ügetőpálya akkor modern architektúrájú tribünjét tervezte, amivel a műépítész külföldi versenyen aranyérmet is nyert.
1920-tól a Biztosító Társaságok műépítész szakértője volt. 1938-ban Budapest főváros törvényhatósági bizottságában, mint póttag a következő megüresedett rendes tagsági helyekre került be: a szavazatszedő küldöttség, a munkásügyi bizottság és az út- és csatornaépítési szakbizottság, majd a magasépítési szakbizottság, a városfejlesztési különbizottság, illetve a XIV. kerületi testnevelési bizottság. 1942. decemberében a közigazgatási bizottságba is tagságot nyert. 1940-től a Magyar Élet Keresztény Községi Párt főtitkára volt. A vagyon-válság VII. kerületi döntőbíróságának alelnöke volt.
1950 után főként kórházakat, szanatóriumokat tervezett, majd az 1960-as évek elején meginduló társasház-tervezésben vett részt. Az 1954. évi Mezőgazdasági Kiállításon tervfőmérnöki minőségben dolgozott.
1974. január 1-én váratlanul hunyt el szívizomelhalás következtében mint aranydiplomás építészmérnök. 1974. január 9-én 11.30 órakor a Farkasréti temető halottasházából kísérték utolsó útjára.
A Mérnöki Kamarának alapítótagja volt. 1929-ben belépett a Magyar Vöröskereszt Egylet örökös tagságába. 1938-ban az Erzsébetvárosi Keresztény Kaszinó elnökévé választották elhunyt édesapja helyére. Az Országos Vizsla Club választmányának is tagja volt. 1942-ben a Keresztény Építőmesterek Tábora (KÉT), a keresztény nemzeti jobboldali építőmesterek munkaközössége egyhangúlag elnökévé választotta. 1943-tól a Magyar Élet Pártja pártigazgató helyettesévé nevezték ki.
Felesége Winkler Anna volt, akivel 1949-ben kötött házasságot Budapesten.

## Elismerései
- 1930 - a XII. Nemzetközi Építészkongresszus dicsérő elismerése
- 1935 - a brüsszeli világkiállítás emlékérme
- 1939 - a műcsarnoki kiállítás Neuschloss-Klussy-emlékérem
- 1943 - Nemzetvédelmi Kereszt (a világháborút követő forradalmak és ellenforradalmak idején, valamint az ország elszakított területeinek visszaszerzése körül életüket veszélyeztető önfeláldozással véghezvitt cselekedeteik elismeréseként)[17]
- 1943 - a m. kir. kormányfőtanácsosi cím (építészmérnök, székesfővárosi bizottsági tagnak a közélet terén szerzett érdemei elismeréséül)[18]